# 1331

## Събития
- Край на управлението на цар Иван Стефан (1330 – 1331) в България и начало на управлението на Иван Александър (1331 – 1371).
- 8 септември – Стефан Душан се обявява за крал на Сърбия.

## Починали
- 26 октомври – Абулфеда, географ и историк